# To the Chaos Wizard Youth
To the Chaos Wizard Youth è il settimo EP del gruppo musicale sludge metal Thou, pubblicato nel giugno del 2011.

## Tracce
1. The Unnamed Path – 6:27
2. The Witch Cunt – 6:11
3. Helen Hill Will Have Her Revenge on New Orleans – 7:44
4. Skinwalker – 3:46

## Formazione
- Bryan Funck – voce
- Andy Gibbs – chitarra
- Matthew Thudium – chitarra
- Mitch Wells –  basso
- Josh Nee – batteria